# アントニオ・スミス・イリサリ
アントニオ・スミス・イリサリ（Miguel Antonio Smith Irisarri、1832年9月29日 - 1877年5月24日）は、チリの画家、イラストレータである。

## 略歴
サンティアゴの裕福な一族に生まれた。父親のホルヘ・スミス(Jorge Smith)はスコットランド出身で領事を務めた人物で、母方の祖父は独立運動に参加し、1814年3月7日から14日の間チリの大統領(Director supremo de Chile)を務め、1818年からベルナルド・オイギンスのもとで外務大臣になり、ヨーロッパでチリ独立承認の交渉を行った、アントニオ・ホセ・デ・イリサリ(Antonio José de Irisarri)である。
家族の反対に抗して美術の道に進むことを望み、1849年に家族に許され、その年、大統領によって設立されたサンティアゴの美術学校に入学した。美術学校ではイタリアから招かれた画家のアレサンドロ・チッカレリ(Alessandro Ciccarelli: 1811-1879)に学んだが、厳格なアカデミック美術の教育には従えず、1851年に美術学校を中退した。
1852 年から軍隊に入隊し、チヤンに駐留するが 、チヤンで結婚し5年間の軍隊生活を終えた。1857年にサンティアゴに戻り、銀行で働くが1年余りで辞め、1858年から保守的な政府に批判的な政治日刊紙「El Correo Literario」のイラストレーターになり、政府に批判的な記事や風刺画を描いた。政府からの圧力などでこの雑誌は一年たたないうちに休刊になった。
1861年にヨーロッパで学ぶ決心をして、フランスへに渡るが、ボヘミアンの暮らしで、資金を浪費したために、アメリカに戻り、当時ニューヨークで外交官として働いていた母方の祖父から経済的支援を受けた。その後イタリアに1年間滞在し、風景画家のカルロ・マルコに学んだ 。
1866年にサンティアゴに戻り画塾を開き、チッカレリがまだ教えていた美術教学校に対抗した。1869年に美術学校の教授がチッカレリからドイツ出身のエルンスト・キルヒバッハ(Ernst Kirchbach: 1831-1876)に変わった後も、美術学校の学生はスミスの画塾でも学んだ。スミスの教えた学生には、 ペドロ・リラ(Pedro Lira Rencoret)や オノフレ・ハルパ(Onofre Jarpa Labra)、コスメ・サン・マルティン(Cosme San Martín)、アルベルト・オレゴ・ルコ(Alberto Orrego Luco)らがいる。

## 作品

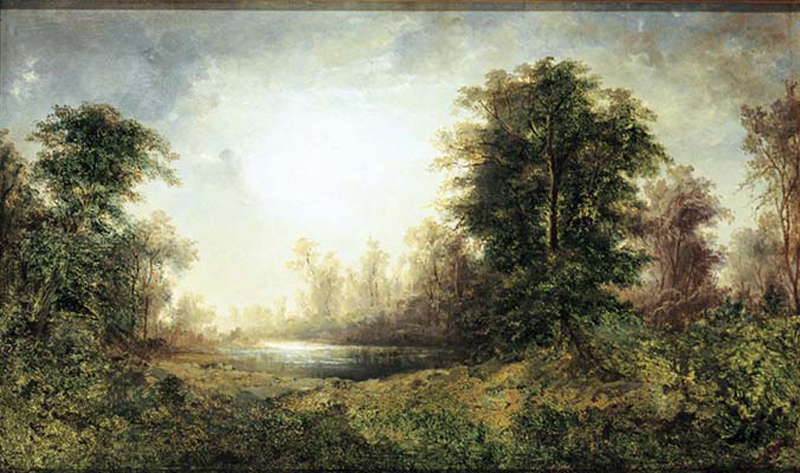
月光 チリ国立美術館蔵
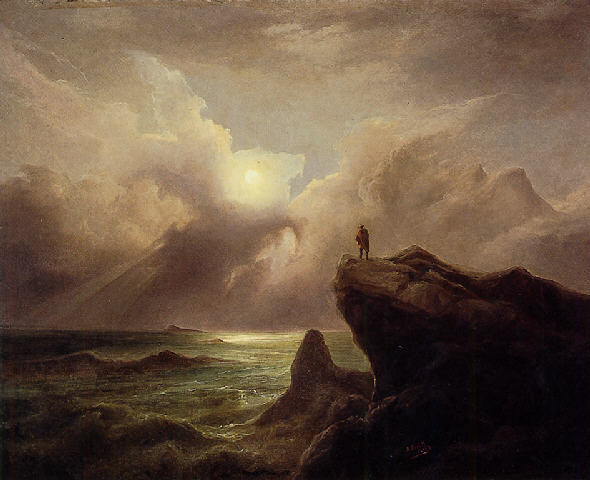
海の夕暮れ
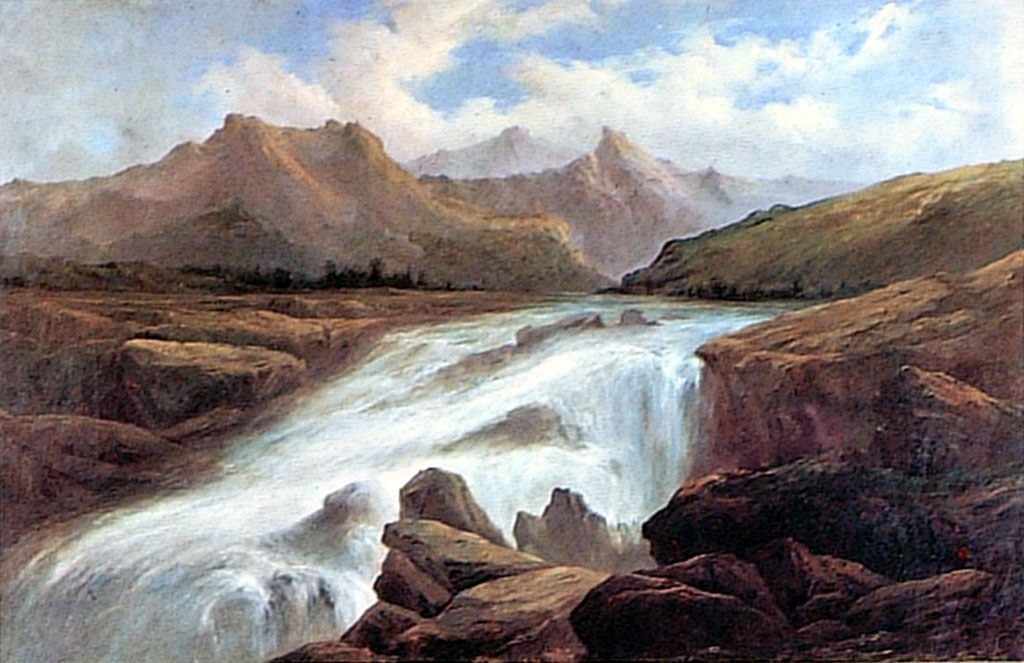
カチャポアル川

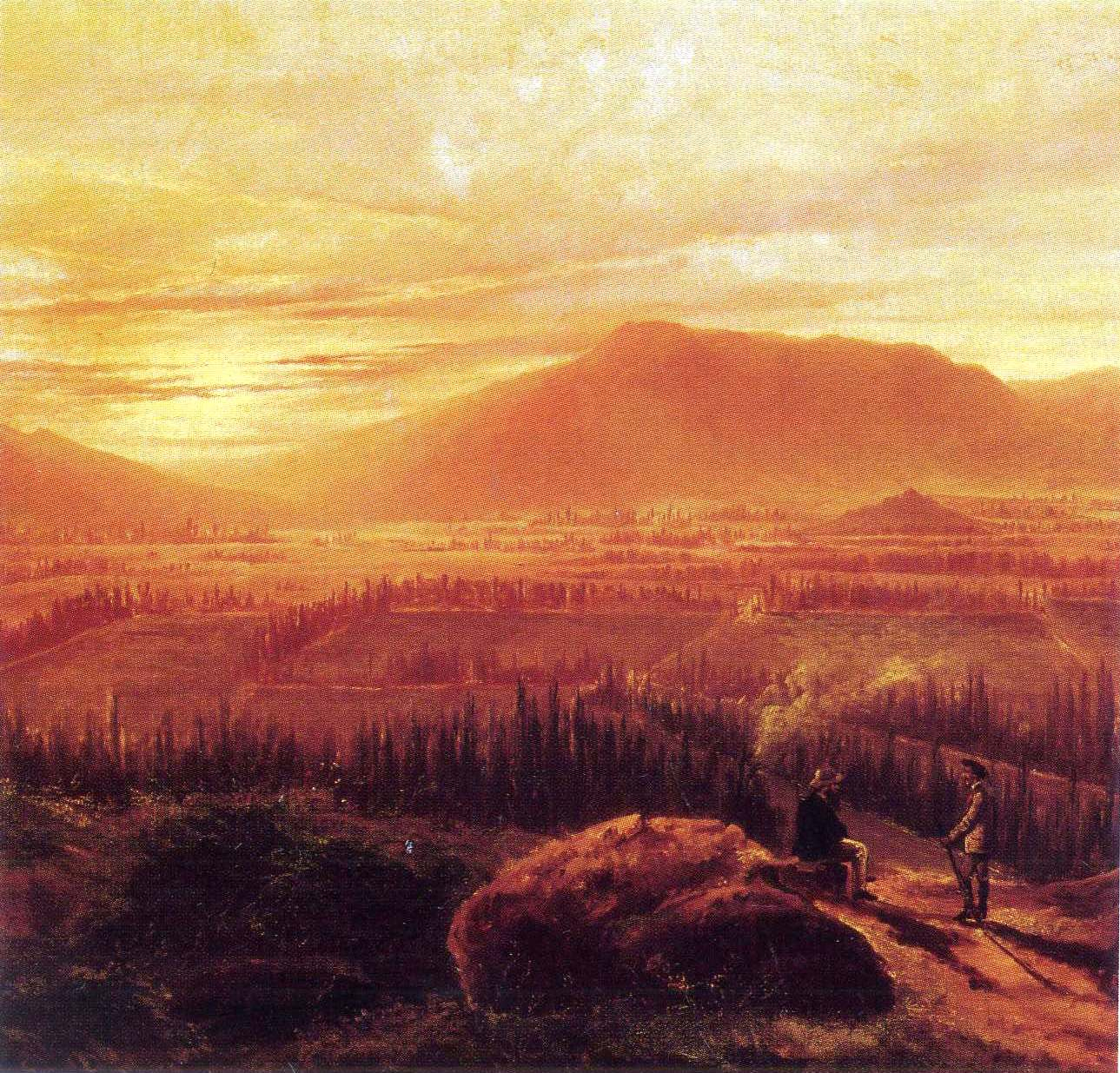
風景画
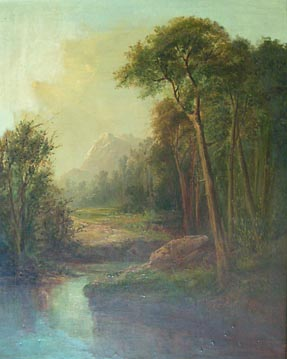
風景画
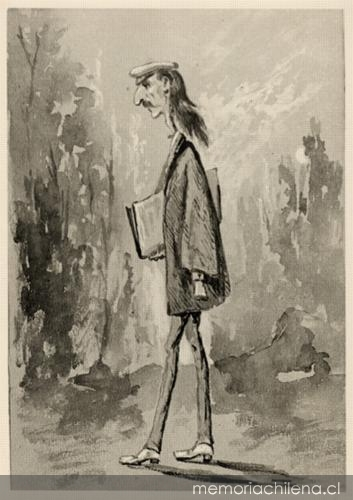
自画像（カリカチュア)
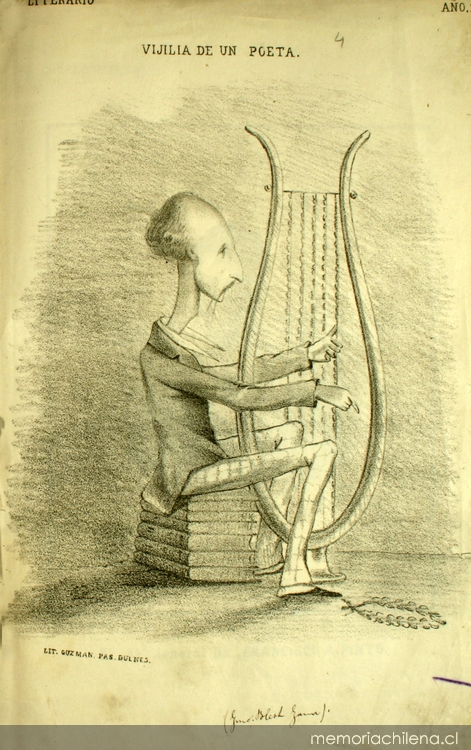
カリカチュア

## 関連文献
- Arturo Blanco, Antonio Smith, Pintor de Paisajes y Caricaturista Chileno. Santiago: Instituto de Extensión de Artes Plásticas de la Universidad de Chile, 1954.
- Vicente Grez, Antonio Smith (Historia del Paisaje en Chile), La ilustración editorial en Chile, 1882 (Republished 1910?)